# 鼎灣澚
鼎灣澚，是澎湖自清治時期至日治初期的一個行政區劃，其範圍即今澎湖縣的湖西鄉西北部。
鼎灣澚東西兩邊瀕海，西南邊為東西澚，東南邊為林投澚，北邊以淺灘與橋樑與瓦硐澚相連。

## 管轄街庄鄉
鼎灣澚共轄9個鄉：
- 今湖西鄉境內：港底鄉、東石鄉、港仔尾鄉、中藔鄉、鼎灣鄉、潭邊鄉、西藔鄉、沙港鄉、土地公前鄉

## 名人
- 陳梅峰
- 吳爾聰